# Fraport
Fraport AG (de Frankfurt Airport), nome completo Frankfurt Airport Services Worldwide, comumente conhecido como Fraport, é a empresa operadora alemã do Aeroporto de Frankfurt, em Frankfurt am Main, Alemanha, e detém maioria no funcionamento de diversos outros aeroportos ao redor do mundo. Está listado em ambos os Xetra da Bolsa de Valores em Frankfurt. Desde de 2009, a empresa tem cerca de 20 mil funcionários - cerca de 17.500 deles em Frankfurt  e uma receita anual de cerca de € 2,56 bilhões.
Fraport está desde há muitos anos ativa internacionalmente operando vários aeroportos, além de maior aeroporto da Alemanha em Frankfurt, locais como Antalya (Turquia), Lima (Peru), e Varna e Burgas na Bulgária, onde a empresa detém a maioria das acções. Em total, os aeroportos internacionais já respondem por um terço dos negócios da Fraport AG.
No Brasil os aeroportos internacionais  Salgado Filho de Porto Alegre e  Pinto Martins de Fortaleza foram concedidos em 16 de Março de 2017 ao consórcio Fraport AG Frankfurt Airport por R$ 382 milhões e R$ 425 milhões por um período de 25 e 30 anos, respectivamente.

## Operações
Além de várias subsidiárias de gestão e infra-estrutura relacionados ao Aeroporto de Frankfurt, as participações da Fraport incluem as seguintes empresas operacionais dos aeroportos:
| Empresa                                                                  | Aeroporto(s) operados                                                                                              | Pais           | % Participação |
| ------------------------------------------------------------------------ | --- | -------------- | -------------- |
| DIAL Delhi International Airport Private Limited                         | Aeroporto Internacional Indira Gandhi                                                                              | Índia          | 10%            |
| Flughafen Hanover-Langenhagen GmbH                                       | Aeroporto Internacional de Hanover-Langenhagen                                                                     | Alemanha       | 30%            |
| Fraport IC Ictas Antalya Airport Terminal Investment and Management Inc. | Aeroporto de Antália                                                                                               | Turquia        | 51%            |
| Fraport Twin Star Airport Management AD                                  | Aeroporto Internacional de Burgas, Aeroporto Internacional de Varna                                                | Bulgária       | 60%            |
| Lima Airport Partners S.R.L.                                             | Aeroporto Internacional Jorge Chávez                                                                               | Peru           | 70%            |
| Ljubljana Airport                                                        | Aeroporto Internacional de Ljubljana-Jože Pučnik                                                                   | Slovênia       | 100%           |
| Northern Capital Gateway LLC                                             | Aeroporto de Pulkovo                                                                                               | Russia         | 35.5%          |
| AirMall                                                                  | Baltimore-Washington, Boston-Logan, Aeroporto Internacional de Indianapolis, Aeroporto Internacional de Pittsburgh | Estados Unidos | 100%           |
| Xi'an Xianyang International Airport Co., Ltd.                           | Aeroporto Internacional de Xi'an Xianyang                                                                          | China          | 24.5%          |
| Aeroporto Internacional de Fortaleza                                     | Aeroporto Internacional de Fortaleza                                                                               | Brasil         | 100%           |
| Aeroporto Internacional de Porto Alegre                                  | Aeroporto Internacional de Porto Alegre                                                                            | Brasil         | 100%           |